# Kąpie (województwo wielkopolskie)
Kąpie (do 31 grudnia 2016 Kopie) – wieś w Polsce położona w województwie wielkopolskim, w powiecie kaliskim, w gminie Godziesze Wielkie.
W latach 1975–1998 miejscowość administracyjnie należała do województwa kaliskiego.